# Anne Haney
Anne Ryan Thomas Haney (Memphis, 4 marzo 1934 – Los Angeles, 26 maggio 2001) è stata un'attrice statunitense.

## Biografia
È stata sposata con il dirigente televisivo John Haney (da cui ha preso il cognome) con cui è rimasta fino alla morte di lui, avvenuta nel 1980. I due hanno avuto una figlia, Melissa. L'attrice è morta nel 2001, a 67 anni per insufficienza cardiaca.

## Filmografia parziale

### Cinema
- State uniti in America (Some Kind of Hero), regia di Michael Pressman (1982)
- Making Love, regia di Arthur Hiller (1982)
- Mrs. Doubtfire - Mammo per sempre (Mrs. Doubtfire), regia di Chris Columbus (1993)
- Il presidente - Una storia d'amore (The American President), regia di Rob Reiner (1995)
- Bugiardo bugiardo (Liar Liar), regia di Tom Shadyac (1997)
- Mezzanotte nel giardino del bene e del male (Midnight in the Garden of Good and Evil), regia di Clint Eastwood (1997)
- Psycho, regia di Gus Van Sant (1998)
- Piovuta dal cielo (Forces of Nature), regia di Bronwen Hughes (1999)

### Televisione
- Ai confini della realtà (The Twilight Zone) – serie TV, episodio 2x10 (1986)
- Cuori senza età (The Golden Girls) - serie TV, 1 episodio (1985)
- Star Trek: The Next Generation - serie TV, episodio 3x03 (1989)
- Colombo (Columbo) - serie TV, episodio 9x03 (1990)
- In viaggio nel tempo (Quantum Leap) - serie TV, episodio 4x09 (1992)
- Star Trek: Deep Space Nine - serie TV, episodio 1x08 (1993)
- E.R. - Medici in prima linea (ER) - serie TV, 1 episodio (1994)
- Streghe (Charmed) - serie TV, 1 episodio (2000)

## Doppiatrici italiane
- Paola Piccinato in Un medico tra gli orsi, Star Trek - Deep Space Nine
- Flaminia Jandolo in Top Secret
- Adriana Vianello in In viaggio nel tempo
- Micaela Giustiniani in Mrs. Doubtfire - Mammo per sempre
- Liliana Jovino in E.R. - Medici in prima linea
- Gabriella Genta in Bugiardo bugiardo
- Clelia Bernacchi in Psycho
- Alina Moradei in Streghe
- Anna Teresa Eugeni in Dharma & Greg